# 6 Heures de Bahreïn 2014
Navigation
Édition précédente Édition suivante
Les 6 Heures de Bahreïn 2014, avant-dernière manche du Championnat du monde d'endurance FIA 2014 ont été disputées le 15 novembre 2014 sur le Circuit international de Sakhir à Sakhir au Bahreïn. Elles sont remportées par la Toyota TS040 Hybrid du Toyota Racing, pilotée par Alexander Wurz, Stéphane Sarrazin et Mike Conway.

## Circuit

Le Circuit international de Sakhir, cadre des 6 Heures de Bahreïn 2014.

Les 6 Heures de Bahreïn 2014 se déroulent sur le Circuit international de Sakhir, circuit situé au Bahreïn. Il est composé de plusieurs longues lignes droites et de nombreux virages lents. Ce circuit est célèbre car il accueille la Formule 1.

## Qualifications
Voici le classement officiel au terme des qualifications. Les premiers de chaque catégorie sont signalés par un fond jauni.
| Position | Catégorie | Équipe                     | Temps          | Grille |
| -------- | --------- | -------------------------- | -------------- | ------ |
| 1        | LMP1-H    | n° 14 Porsche Team         | 1 min 43 s 145 | 1      |
| 2        | LMP1-H    | n° 8 Toyota Racing         | 1 min 43 s 410 | 2      |
| 3        | LMP1-H    | n° 20 Porsche Team         | 1 min 44 s 191 | 3      |
| 4        | LMP1-H    | n° 7 Toyota Racing         | 1 min 44 s 260 | 4      |
| 5        | LMP1-H    | n° 2 Audi Sport Team Joest | 1 min 45 s 599 | 5      |
| 6        | LMP1-L    | n° 12 Rebellion Racing     | 1 min 47 s 047 | 6      |
| 7        | LMP1-L    | n° 13 Rebellion Racing     | 1 min 47 s 705 | 7      |
| 8        | LMP2      | n° 26 G-Drive Racing       | 1 min 50 s 236 | 8      |
| 9        | LMP2      | n° 27 SMP Racing           | 1 min 50 s 939 | 9      |
| 10       | LMP2      | n° 37 SMP Racing           | 1 min 51 s 019 | 10     |
| 11       | LMP1-L    | n° 9 Lotus                 | 1 min 51 s 213 | 11     |
| 12       | LMP2      | n° 47 KCMG                 | 1 min 51 s 375 | 13     |
| 13       | LMP2      | n° 35 OAK Racing           | 1 min 54 s 304 | 14     |
| 14       | LMGTE Pro | n° 97 Aston Martin Racing  | 1 min 58 s 805 | 15     |
| 15       | LMGTE Pro | n° 51 AF Corse             | 1 min 59 s 075 | 16     |
| 16       | LMGTE Pro | n° 71 AF Corse             | 1 min 59 s 226 | 17     |
| 17       | LMGTE Pro | n° 99 Aston Martin Racing  | 1 min 59 s 377 | 18     |
| 18       | LMGTE Pro | n° 91 Porsche Team Manthey | 1 min 59 s 541 | 19     |
| 19       | LMGTE Am  | n° 95 Aston Martin Racing  | 1 min 59 s 589 | 20     |
| 20       | LMGTE Am  | n° 98 Aston Martin Racing  | 1 min 59 s 721 | 21     |
| 21       | LMGTE Pro | n° 92 Porsche Team Manthey | 1 min 59 s 772 | 22     |
| 22       | LMGTE Am  | n° 61 AF Corse             | 2 min 00 s 068 | 22     |
| 23       | LMGTE Am  | n° 90 8Star Motorsports    | 2 min 00 s 218 | 24     |
| 24       | LMGTE Am  | n° 75 Prospeed Competition | 2 min 00 s 713 | 25     |
| 25       | LMGTE Am  | n° 88 Proton Competition   | 2 min 01 s 131 | 26     |
| 26       | LMGTE Am  | n° 81 AF Corse             | Pas de temps   | 27     |
| –        | LMP1-H    | n° 1 Audi Sport Team Joest | Pas de temps   | 12     |

## Résultats
Voici le classement officiel au terme de la course.
- Les vainqueurs de chaque catégorie sont signalés par un fond jauni.
- Pour la colonne Pneus, il faut passer le curseur au-dessus du modèle pour connaître le manufacturier de pneumatiques.

| Position | Catégorie | n° | Équipe                | Pilotes                                               | Châssis                          | Pneus | Tours |
| Position | Catégorie | n° | Équipe                | Pilotes                                               | Moteur                           | Pneus | Tours |
| -------- | --------- | -- | --------------------- | ----------------------------------------------------- | -------------------------------- | ----- | ----- |
| 1        | LMP1-H    | 7  | Toyota Racing         | Alexander Wurz Stéphane Sarrazin Mike Conway          | Toyota TS040 Hybrid              | M     | 195   |
| 1        | LMP1-H    | 7  | Toyota Racing         | Alexander Wurz Stéphane Sarrazin Mike Conway          | Toyota 3.7 L V8                  | M     | 195   |
| 2        | LMP1-H    | 14 | Porsche Team          | Marc Lieb Romain Dumas Neel Jani                      | Porsche 919 Hybrid               | M     | 195   |
| 2        | LMP1-H    | 14 | Porsche Team          | Marc Lieb Romain Dumas Neel Jani                      | Porsche 2.0 L Turbo V4           | M     | 195   |
| 3        | LMP1-H    | 20 | Porsche Team          | Timo Bernhard Brendon Hartley Mark Webber             | Porsche 919 Hybrid               | M     | 195   |
| 3        | LMP1-H    | 20 | Porsche Team          | Timo Bernhard Brendon Hartley Mark Webber             | Porsche 2.0 L Turbo V4           | M     | 195   |
| 4        | LMP1-H    | 2  | Audi Sport Team Joest | André Lotterer Marcel Fässler Benoît Tréluyer         | Audi R18 e-tron quattro          | M     | 194   |
| 4        | LMP1-H    | 2  | Audi Sport Team Joest | André Lotterer Marcel Fässler Benoît Tréluyer         | Audi TDI 4.0 L Turbo V6 (Diesel) | M     | 194   |
| 5        | LMP1-H    | 1  | Audi Sport Team Joest | Tom Kristensen Loïc Duval Lucas di Grassi             | Audi R18 e-tron quattro          | M     | 193   |
| 5        | LMP1-H    | 1  | Audi Sport Team Joest | Tom Kristensen Loïc Duval Lucas di Grassi             | Audi TDI 4.0 L Turbo V6 (Diesel) | M     | 193   |
| 6        | LMP1-L    | 13 | Rebellion Racing      | Dominik Kraihamer Andrea Belicchi Fabio Leimer        | Rebellion R-One                  | M     | 188   |
| 6        | LMP1-L    | 13 | Rebellion Racing      | Dominik Kraihamer Andrea Belicchi Fabio Leimer        | Toyota RV8KLM 3.4 L V8           | M     | 188   |
| 7        | LMP1-L    | 12 | Rebellion Racing      | Nicolas Prost Nick Heidfeld Mathias Beche             | Rebellion R-One                  | M     | 182   |
| 7        | LMP1-L    | 12 | Rebellion Racing      | Nicolas Prost Nick Heidfeld Mathias Beche             | Toyota RV8KLM 3.4 L V8           | M     | 182   |
| 8        | LMP2      | 47 | KCMG                  | Matthew Howson Richard Bradley Alexandre Imperatori   | Oreca 03R                        | D     | 181   |
| 8        | LMP2      | 47 | KCMG                  | Matthew Howson Richard Bradley Alexandre Imperatori   | Nissan VK45DE 4.5 L V8           | D     | 181   |
| 9        | LMP2      | 37 | SMP Racing            | Kirill Ladygin Anton Ladygin Viktor Shaitar           | Oreca 03R                        | M     | 178   |
| 9        | LMP2      | 37 | SMP Racing            | Kirill Ladygin Anton Ladygin Viktor Shaitar           | Nissan VK45DE 4.5 L V8           | M     | 178   |
| 10       | LMP2      | 35 | OAK Racing            | Mark Patterson David Cheng Keiko Ihara                | Morgan LMP2                      | D     | 178   |
| 10       | LMP2      | 35 | OAK Racing            | Mark Patterson David Cheng Keiko Ihara                | Judd HK 3.6 L V8                 | D     | 178   |
| 11       | LMP1-H    | 8  | Toyota Racing         | Anthony Davidson Sébastien Buemi                      | Toyota TS040 Hybrid              | M     | 177   |
| 11       | LMP1-H    | 8  | Toyota Racing         | Anthony Davidson Sébastien Buemi                      | Toyota 3.7 L V8                  | M     | 177   |
| 12       | LMP2      | 26 | G-Drive Racing        | Roman Rusinov Olivier Pla Julien Canal                | Ligier JS P2                     | D     | 177   |
| 12       | LMP2      | 26 | G-Drive Racing        | Roman Rusinov Olivier Pla Julien Canal                | Nissan VK45DE 4.5 L V8           | D     | 177   |
| 13       | LMGTE Pro | 51 | AF Corse              | Gianmaria Bruni Toni Vilander                         | Ferrari 458 Italia GT2           | M     | 173   |
| 13       | LMGTE Pro | 51 | AF Corse              | Gianmaria Bruni Toni Vilander                         | Ferrari 4.5 L V8                 | M     | 173   |
| 14       | LMGTE Pro | 97 | Aston Martin Racing   | Darren Turner Stefan Mücke                            | Aston Martin V8 Vantage GTE      | M     | 173   |
| 14       | LMGTE Pro | 97 | Aston Martin Racing   | Darren Turner Stefan Mücke                            | Aston Martin 4.5 L V8            | M     | 173   |
| 15       | LMGTE Pro | 71 | AF Corse              | Davide Rigon James Calado                             | Ferrari 458 Italia GT2           | M     | 173   |
| 15       | LMGTE Pro | 71 | AF Corse              | Davide Rigon James Calado                             | Ferrari 4.5 L V8                 | M     | 173   |
| 16       | LMGTE Pro | 91 | Porsche Team Manthey  | Jörg Bergmeister Richard Lietz                        | Porsche 911 RSR (991)            | M     | 173   |
| 16       | LMGTE Pro | 91 | Porsche Team Manthey  | Jörg Bergmeister Richard Lietz                        | Porsche 4.0 L Flat-6             | M     | 173   |
| 17       | LMGTE Pro | 92 | Porsche Team Manthey  | Patrick Pilet Frédéric Makowiecki                     | Porsche 911 RSR (991)            | M     | 172   |
| 17       | LMGTE Pro | 92 | Porsche Team Manthey  | Patrick Pilet Frédéric Makowiecki                     | Porsche 4.0 L Flat-6             | M     | 172   |
| 18       | LMGTE Am  | 95 | Aston Martin Racing   | David Heinemeier Hansson Kristian Poulsen Nicki Thiim | Aston Martin V8 Vantage GTE      | M     | 172   |
| 18       | LMGTE Am  | 95 | Aston Martin Racing   | David Heinemeier Hansson Kristian Poulsen Nicki Thiim | Aston Martin 4.5 L V8            | M     | 172   |
| 19       | LMGTE Am  | 81 | AF Corse              | Stephen Wyatt Michele Rugolo Andrea Bertolini         | Ferrari 458 Italia GT2           | M     | 171   |
| 19       | LMGTE Am  | 81 | AF Corse              | Stephen Wyatt Michele Rugolo Andrea Bertolini         | Ferrari 4.5 L V8                 | M     | 171   |
| 20       | LMGTE Am  | 98 | Aston Martin Racing   | Paul Dalla Lana Pedro Lamy Christoffer Nygaard        | Aston Martin V8 Vantage GTE      | M     | 171   |
| 20       | LMGTE Am  | 98 | Aston Martin Racing   | Paul Dalla Lana Pedro Lamy Christoffer Nygaard        | Aston Martin 4.5 L V8            | M     | 171   |
| 21       | LMGTE Am  | 88 | Proton Competition    | Christian Ried Klaus Bachler Khaled Al Qubaisi        | Porsche 911 RSR (991)            | M     | 170   |
| 21       | LMGTE Am  | 88 | Proton Competition    | Christian Ried Klaus Bachler Khaled Al Qubaisi        | Porsche 4.0 L Flat-6             | M     | 170   |
| 22       | LMGTE Am  | 90 | 8Star Motorsports     | Matteo Cressoni Paolo Ruberti Gianluca Roda           | Ferrari 458 Italia GT2           | M     | 170   |
| 22       | LMGTE Am  | 90 | 8Star Motorsports     | Matteo Cressoni Paolo Ruberti Gianluca Roda           | Ferrari 4.5 L V8                 | M     | 170   |
| 23       | LMGTE Am  | 61 | AF Corse              | Jeff Segal Alexander Talkanitsa Alessandro Pier Guidi | Ferrari 458 Italia GT2           | M     | 170   |
| 23       | LMGTE Am  | 61 | AF Corse              | Jeff Segal Alexander Talkanitsa Alessandro Pier Guidi | Ferrari 4.5 L V8                 | M     | 170   |
| 24       | LMGTE Pro | 99 | Aston Martin Racing   | Abdulaziz Al Faisal Alex MacDowall Fernando Rees      | Aston Martin V8 Vantage GTE      | M     | 170   |
| 24       | LMGTE Pro | 99 | Aston Martin Racing   | Abdulaziz Al Faisal Alex MacDowall Fernando Rees      | Aston Martin 4.5 L V8            | M     | 170   |
| 25       | LMGTE Am  | 75 | Prospeed Competition  | François Perrodo Matthieu Vaxivière Emmanuel Collard  | Porsche 911 RSR (991)            | M     | 170   |
| 25       | LMGTE Am  | 75 | Prospeed Competition  | François Perrodo Matthieu Vaxivière Emmanuel Collard  | Porsche 4.0 L Flat-6             | M     | 170   |
| Abd      | LMP2      | 27 | SMP Racing            | Sergey Zlobin Maurizio Mediani Nicolas Minassian      | Oreca 03R                        | M     | 171   |
| Abd      | LMP2      | 27 | SMP Racing            | Sergey Zlobin Maurizio Mediani Nicolas Minassian      | Nissan VK45DE 4.5 L V8           | M     | 171   |
| Abd      | LMP1-L    | 9  | Lotus                 | Simon Trummer Pierre Kaffer Nathanaël Berthon         | CLM P1/01                        | M     | 1     |
| Abd      | LMP1-L    | 9  | Lotus                 | Simon Trummer Pierre Kaffer Nathanaël Berthon         | AER P60 Turbo V6                 | M     | 1     |